# Heteropoda denticulata
Heteropoda denticulata là một loài nhện trong họ Sparassidae.
Loài này thuộc chi Heteropoda. Heteropoda denticulata được Subhendu Sekhar Saha & Dinendra Raychaudhuri miêu tả năm 2007.